# Вледешть (комуна, Вилча)
Вледешть, Вледешті (рум. Vlădești) — комуна у повіті Вилча в Румунії. До складу комуни входять такі села (дані про населення за 2002 рік):
- Вледешть (1210 осіб)
- Пляша (56 осіб)
- Пріпору (951 особа)
- Трундін (112 осіб)
- Фундетура (112 осіб)

Комуна розташована на відстані 160 км на північний захід від Бухареста, 6 км на захід від Римніку-Вилчі, 96 км на північний схід від Крайови, 118 км на південний захід від Брашова.

## Населення
За даними перепису населення 2002 року у комуні проживала 2441 особа.
Національний склад населення комуни:
| Національність | Кількість осіб | Відсоток |
| -------------- | -------------- | -------- |
| румуни         | 2387           | 97,8%    |
| цигани         | 53             | 2,2%     |
| угорці         | 1              | < 0,1%   |

Рідною мовою назвали:
| Мова      | Кількість осіб | Відсоток |
| --------- | -------------- | -------- |
| румунська | 2404           | 98,5%    |
| циганська | 35             | 1,4%     |
| угорська  | 1              | < 0,1%   |
| німецька  | 1              | < 0,1%   |

Склад населення комуни за віросповіданням:
| Релігія       | Кількість осіб | Відсоток |
| ------------- | -------------- | -------- |
| православні   | 2436           | 99,8%    |
| римо-католики | 3              | 0,1%     |
| реформати     | 1              | < 0,1%   |
| не релігійні  | 1              | < 0,1%   |

## Зовнішні посилання
- Дані про комуну Вледешть на сайті Ghidul Primăriilor [Архівовано 28 березня 2007 у Wayback Machine.]